# LG 프라다
LG 프라다(LG Prada, LG KE850)는 프라다가 설계하고 LG 전자가 제조한 피처폰이다. 2006년 12월 12일에 처음 선보였다. 2007년 1월 18일에 양산이 공식적으로 언론을 통해 알려지기 시작하였다. 1세대 명품폰이다.

## 기능
- 넓은 터치 스크린
- 음악 재생 기능 (MP3, AAC, AAC+, WMA, RA)
- 음악 다중 작업 (메시징)
- 동영상 재생 기능 (MPEG4, H.263/H.264)
- 어도비 플래시 사용자 인터페이스
- 문서 보기 (ppt, doc, xls, pdf, txt)
- 백릿 쿼티 키보드 자판 (LG 프라다2 SU130에서 적용)

## 규격
- 대한민국의 EDGE Tri-Band (900/1800/1900) / CDMA
- 98.8 × 54 × 12 mm
- 1.92M CMOS 카메라 / LED 플래시
- 영상 회의 CIF 352*288=101376 화소,WQVGA 400*240=96000 화소
- 배터리 안에 내장된 메모리 슬롯 (마이크로 SD)
- 내장 배터리 800mAh
- 블루투스 2.0, USB 2.0, USB 대용량 기억 장치

## 수상
- 국제 포럼 디자인
- 레드 닷 디자인 어워드

## 사진

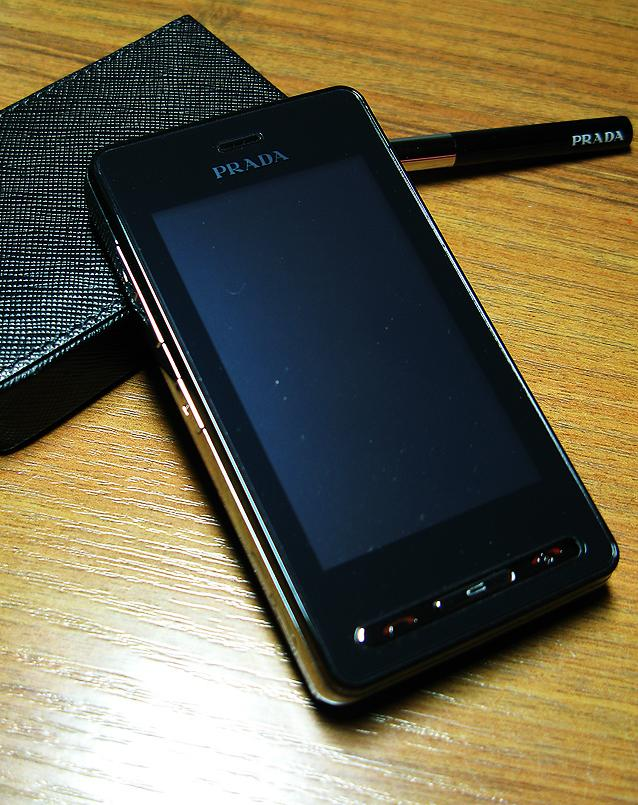
싸이언 프라다의 모습
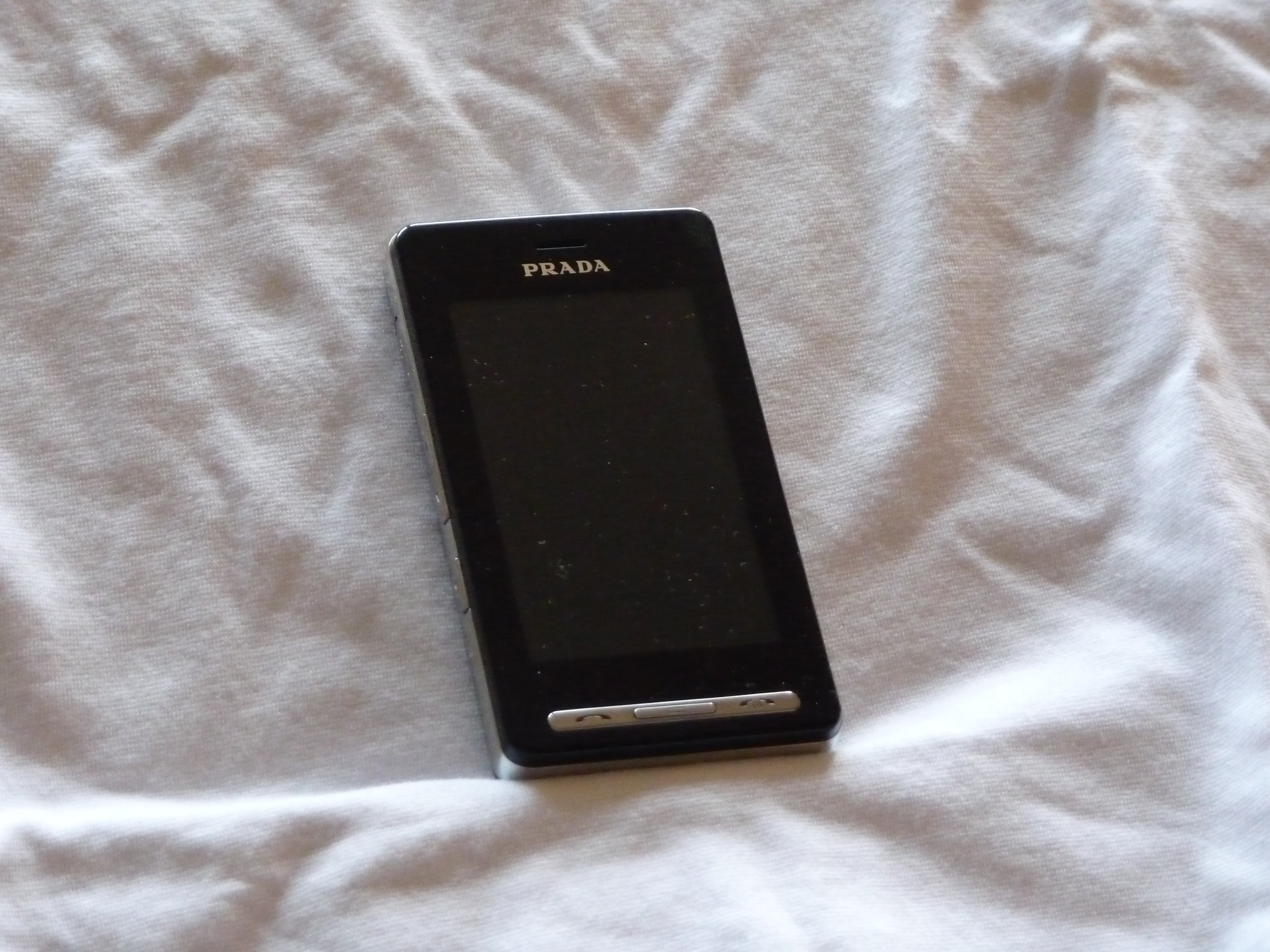
LG 프라다의 모습
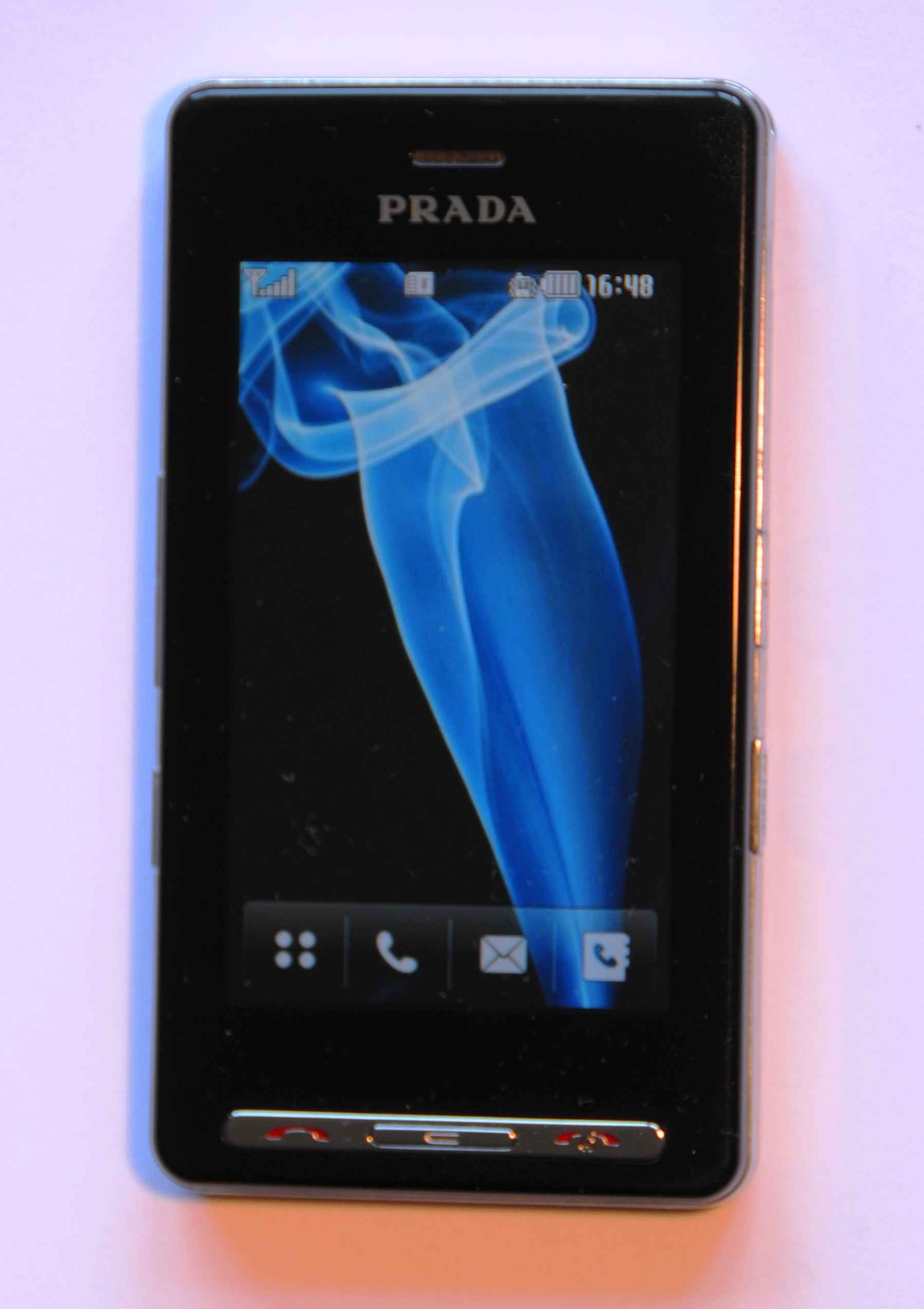
LG 프라다의 모습

## 같이 보기
- 싸이언 프라다